# Golf Resort Kaskáda
Golf Resort Kaskáda je golfové hřiště a golfový resort v katastru města Kuřim v okrese Brno-venkov. Leží 2 km jižně od Kuřimi. Hřiště bylo vybudováno podle projektu britského architekta Jonathana Gaunta, otevřeno bylo v roce 2006.

## Informace o hřišti
Hřiště má 27 jamek, PAR hřiště je 36 na devíti jamkách, 72 na osmnácti jamkách a 108 na 27 jamkách. Celkové vzdálenosti hřiště jsou:
- 9474 metrů – černé odpaliště
- 6458 metrů – bílé odpaliště
- 8810 metrů – žluté odpaliště
- 8338 metrů – modré odpaliště
- 7763 metrů – červené odpaliště

### Jednotlivé jamky
Podle oficiálních stránek.
| Dřevěná „tricky“ devítka (otevřena 30. června 2006) | Dřevěná „tricky“ devítka (otevřena 30. června 2006) | Dřevěná „tricky“ devítka (otevřena 30. června 2006) | Dřevěná „tricky“ devítka (otevřena 30. června 2006) | Dřevěná „tricky“ devítka (otevřena 30. června 2006) | Dřevěná „tricky“ devítka (otevřena 30. června 2006) | Dřevěná „tricky“ devítka (otevřena 30. června 2006) | Dřevěná „tricky“ devítka (otevřena 30. června 2006) |
| Jamka                                               | Černé                                               | Bílé                                                | Žluté                                               | Modré                                               | Červené                                             | Par                                                 | Stroke Index                                        |
| --------------------------------------------------- | --------------------------------------------------- | --------------------------------------------------- | --------------------------------------------------- | --------------------------------------------------- | --------------------------------------------------- | --------------------------------------------------- | --------------------------------------------------- |
| 1                                                   | 323 m                                               | 323 m                                               | 301 m                                               | 275 m                                               | 255 m                                               | 4                                                   | 11                                                  |
| 2                                                   | 381 m                                               | 381 m                                               | 355 m                                               | 355 m                                               | 330 m                                               | 4                                                   | 3                                                   |
| 3                                                   | 478 m                                               | 478 m                                               | 453 m                                               | 435 m                                               | 402 m                                               | 5                                                   | 13                                                  |
| 4                                                   | 383 m                                               | 383 m                                               | 346 m                                               | 317 m                                               | 278 m                                               | 4                                                   | 17                                                  |
| 5                                                   | 204 m                                               | 204 m                                               | 194 m                                               | 173 m                                               | 152 m                                               | 3                                                   | 7                                                   |
| 6                                                   | 536 m                                               | 507 m                                               | 483 m                                               | 458 m                                               | 434 m                                               | 5                                                   | 1                                                   |
| 7                                                   | 193 m                                               | 193 m                                               | 176 m                                               | 152 m                                               | 133 m                                               | 3                                                   | 15                                                  |
| 8                                                   | 373 m                                               | 373 m                                               | 368 m                                               | 350 m                                               | 325 m                                               | 4                                                   | 5                                                   |
| 9                                                   | 417 m                                               | 390 m                                               | 374 m                                               | 349 m                                               | 328 m                                               | 4                                                   | 9                                                   |
| 1 - 9                                               | 3 288 m                                             | 3 232 m                                             | 3 050 m                                             | 2 864 m                                             | 2 637, m                                            | 36                                                  |                                                     |

| Kamenná „kondiční“ devítka (otevřena 21. května 2007) | Kamenná „kondiční“ devítka (otevřena 21. května 2007) | Kamenná „kondiční“ devítka (otevřena 21. května 2007) | Kamenná „kondiční“ devítka (otevřena 21. května 2007) | Kamenná „kondiční“ devítka (otevřena 21. května 2007) | Kamenná „kondiční“ devítka (otevřena 21. května 2007) | Kamenná „kondiční“ devítka (otevřena 21. května 2007) | Kamenná „kondiční“ devítka (otevřena 21. května 2007) |
| Jamka                                                 | Černé                                                 | Bílé                                                  | Žluté                                                 | Modré                                                 | Červené                                               | Par                                                   | Stroke Index                                          |
| ----------------------------------------------------- | ----------------------------------------------------- | ----------------------------------------------------- | ----------------------------------------------------- | ----------------------------------------------------- | ----------------------------------------------------- | ----------------------------------------------------- | ----------------------------------------------------- |
| 1                                                     | 498 m                                                 | 498 m                                                 | 450 m                                                 | 450 m                                                 | 444 m                                                 | 5                                                     | 6                                                     |
| 2                                                     | 460 m                                                 | 435 m                                                 | 418 m                                                 | 398 m                                                 | 377 m                                                 | 4                                                     | 8                                                     |
| 3                                                     | 137 m                                                 | 137 m                                                 | 120 m                                                 | 106 m                                                 | 90 m                                                  | 3                                                     | 16                                                    |
| 4                                                     | 347 m                                                 | 347 m                                                 | 331 m                                                 | 325 m                                                 | 312 m                                                 | 4                                                     | 14                                                    |
| 5                                                     | 417 m                                                 | 417 m                                                 | 395 m                                                 | 378 m                                                 | 342 m                                                 | 4                                                     | 2                                                     |
| 6                                                     | 325 m                                                 | 325 m                                                 | 297 m                                                 | 297 m                                                 | 266 m                                                 | 4                                                     | 12                                                    |
| 7                                                     | 360 m                                                 | 360 m                                                 | 340 m                                                 | 320 m                                                 | 303 m                                                 | 4                                                     | 18                                                    |
| 8                                                     | 171 m                                                 | 171 m                                                 | 144 m                                                 | 144 m                                                 | 120 m                                                 | 3                                                     | 4                                                     |
| 9                                                     | 470 m                                                 | 470 m                                                 | 441 m                                                 | 417 m                                                 | 395 m                                                 | 5                                                     | 10                                                    |
| 1-9                                                   | 3 185 m                                               | 3 160 m                                               | 2 936 m                                               | 2 835 m                                               | 2 649 m                                               | 36                                                    |                                                       |

| Železná „skórovací“ devítka (otevřena v září 2006) | Železná „skórovací“ devítka (otevřena v září 2006) | Železná „skórovací“ devítka (otevřena v září 2006) | Železná „skórovací“ devítka (otevřena v září 2006) | Železná „skórovací“ devítka (otevřena v září 2006) | Železná „skórovací“ devítka (otevřena v září 2006) | Železná „skórovací“ devítka (otevřena v září 2006) | Železná „skórovací“ devítka (otevřena v září 2006) |
| Jamka                                              | Černé                                              | Bílé                                               | Žluté                                              | Modré                                              | Červené                                            | Par                                                | Stroke Index                                       |
| -------------------------------------------------- | -------------------------------------------------- | -------------------------------------------------- | -------------------------------------------------- | -------------------------------------------------- | -------------------------------------------------- | -------------------------------------------------- | -------------------------------------------------- |
| 1                                                  | 497 m                                              | 497 m                                              | 473 m                                              | 452 m                                              | 434 m                                              | 5                                                  | 8                                                  |
| 2                                                  | 355 m                                              | 355 m                                              | 346 m                                              | 332 m                                              | 321 m                                              | 4                                                  | 2                                                  |
| 3                                                  | 175 m                                              | 175 m                                              | 152 m                                              | 134 m                                              | 128 m                                              | 3                                                  | 12                                                 |
| 4                                                  | 316 m                                              | 316 m                                              | 297 m                                              | 281 m                                              | 281 m                                              | 4                                                  | 18                                                 |
| 5                                                  | 293 m                                              | 293 m                                              | 271 m                                              | 253 m                                              | 236 m                                              | 4                                                  | 6                                                  |
| 6                                                  | 299 m                                              | 299 m                                              | 282 m                                              | 267 m                                              | 233 m                                              | 4                                                  | 16                                                 |
| 7                                                  | 171 m                                              | 163 m                                              | 150 m                                              | 113 m                                              | 102 m                                              | 3                                                  | 4                                                  |
| 8                                                  | 415 m                                              | 396 m                                              | 381 m                                              | 360 m                                              | 344 m                                              | 4                                                  | 10                                                 |
| 9                                                  | 480 m                                              | 480 m                                              | 448 m                                              | 423 m                                              | 395 m                                              | 5                                                  | 14                                                 |
| 1-9                                                | 3 001 m                                            | 2 974 m                                            | 2 800 m                                            | 2 615 m                                            | 2 474 m                                            | 36                                                 |                                                    |